# 度量衡取締条例
度量衡取締条例（どりょうこうとりしまりじょうれい、明治8年8月5日太政官第135号達）は、1875年8月5日に公布された太政官達で、近代日本最初の度量衡法規である。1891年の度量衡法制定によって廃止された。
本条例と合わせて度量衡機器の検査方法を定めた「度量衡検査規則（どりょうこうけんさきそく）」と原器の規格を定めた「度量衡種類表（どりょうこうしゅるいひょう）」も定められた。
尺については伊能忠敬が考案した折衷尺（1尺＝約30.304cm）を採用し、これによって計算した新京升を升とし、匁は1871年の新貨条例と同量（1匁＝3.756521g）と定めてこれに基づいて原器を作成した。
その上で、
- 度量衡原器は各道府県ごとにそれぞれ1セットずつ、製作請負人はそれぞれ1名ずつに限定する。
- 従来の枡座・秤座などは廃止するが、旧枡座・秤座から製作請負人を起用する事は妨げない。
- 販売所は度量衡ごとに東京は各6、西京は各2-3、その他の地域は人口・面積を勘案して定める。また、販売所は入り口に所定の標札を掲げる事。
- 原器は検査に用いる公式なものを1つと製作請負人が製作のために用いるものを1つずつの計2個を1セットとして各道府県庁に交付する。

他には検印・税制・販売方法・旧機器の扱いなどについて定められていた。